# Шентюр
Шентюр (словен. Šentjur) — поселення в общині Шентюр, Савинський регіон, Словенія. 
Висота над рівнем моря: 262,5 м.